# Isar
För andra betydelser, se Isar (olika betydelser).
Isar är en flod som rinner igenom Bayern (Tyskland) och Tyrolen (Österrike). Det är den fjärde största floden i Bayern. Den är högerbiflod till Donau, är 263 km lång och mynnar i Donau vid Deggendorf. Det är den tredje viktigaste bifloden i Tyskland, efter Inn och Lech. 

## Etymologi
Enligt de flesta allmänna tolkningarna är namnet Isar en sammansättning av de två keltiska orden ys (snabb, flöde) och ura (vatten, flod). Enligt en annan tolkning kan ys betyda både "hög" och "låg", vilket syftar på de hastiga ändringarna i vattennivån i floden.

## Geografi

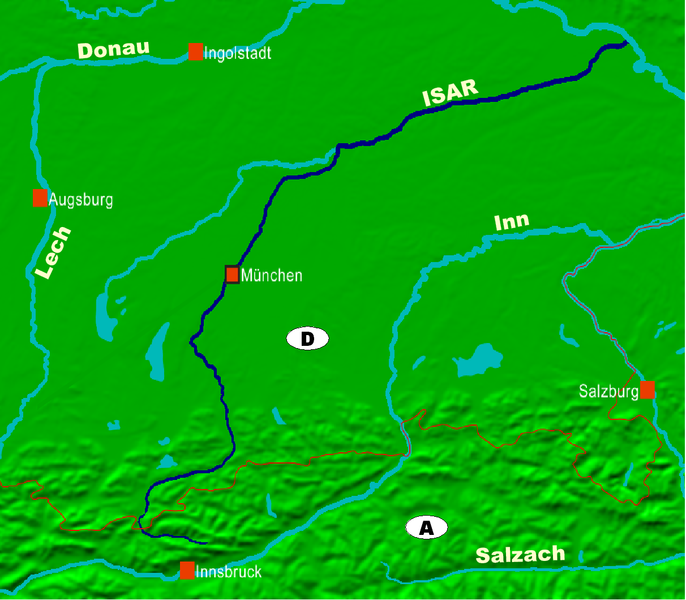
Karta över Isar.

Isar transporterar vatten från stora delar av Alperna och delar av Karwendel nordöst till Donau, där vattnet till slut rinner ut i Svarta havet. Under vintertid faller den mesta nederbörden i Alperna som snö. Det resulterar i ett ökat vattenflöde under vårsmältningen. Den har ett  lågflöde på cirka 60 m³/s, medelflöde på 175 m³/s och maxflöde på cirka 1360 m³/s. Det är ungefär samma nivå som på andra medelstora floder i Tyskland, såsom Mosel, Lech och Main.
Isars officiella källa ligger i Hinteraudalen, öster om byn Scharnitz i Karwendelbergen i Tyrolen i Österrike på 1 160 meters höjd. 
Ungefär halvvägs passerar Isar Tysklands tredje största stad München, där folk bland annat utnyttjar floden som badplats under sommaren. Vattentemperaturen kan där nå upp till 21 grader.
Sammanlagt har Isar med dess tillflöden ett avrinningsområde på drygt 8000 kvadratkilometer.

## Historik
Det var i Isar man strödde askan efter Hermann Göring och de tio avrättade vid Nürnbergprocessen den 16 oktober 1946.